# Open Nederlandse kampioenschappen kortebaanzwemmen 2019
De Open Nederlandse kampioenschappen kortebaanzwemmen 2019 werden gehouden van 20 tot en met 22 december 2019 in sportcomplex De Drieburcht in Tilburg.

## Programma
| S | Series | Goud | Finale |

| Ochtendsessie | 09:00 | Avondsessie | 16:30 |

| Onderdeel         | December | December | December | December | December | December |
| Onderdeel         | 20       | 20       | 21       | 21       | 22       | 22       |
| ----------------- | -------- | -------- | -------- | -------- | -------- | -------- |
| 50m vrije slag    |          |          |          |          | S        | Goud     |
| 100m vrije slag   |          |          | S        | Goud     |          |          |
| 200m vrije slag   | S        | Goud     |          |          |          |          |
| 400m vrije slag   |          |          |          |          | S        | Goud     |
| 800m vrije slag   |          |          | Goud     |          |          |          |
| 1500m vrije slag  | Goud     | Goud     |          |          |          |          |
| 50m rugslag       |          |          | S        | Goud     |          |          |
| 100m rugslag      | S        | Goud     |          |          |          |          |
| 200m rugslag      |          |          |          |          | S        | Goud     |
| 50m schoolslag    | S        | Goud     |          |          |          |          |
| 100m schoolslag   |          |          |          |          | S        | Goud     |
| 200m schoolslag   |          |          | S        | Goud     |          |          |
| 50m vlinderslag   | S        | Goud     |          |          |          |          |
| 100m vlinderslag  |          |          | S        | Goud     |          |          |
| 200m vlinderslag  |          |          |          |          | S        | Goud     |
| 100m wisselslag   | S        | Goud     |          |          |          |          |
| 200m wisselslag   |          |          |          |          | S        | Goud     |
| 400m wisselslag   |          |          | S        | Goud     |          |          |
| 4x100m vrije slag |          |          |          |          | Goud     | Goud     |
| 4x200m vrije slag |          |          | Goud     | Goud     |          |          |
| 4x100m wisselslag | Goud     | Goud     |          |          |          |          |
| Totaal            | 7        | 7        | 7        | 7        | 7        | 7        |

| Onderdeel         | December | December | December | December | December | December |
| Onderdeel         | 20       | 20       | 21       | 21       | 22       | 22       |
| ----------------- | -------- | -------- | -------- | -------- | -------- | -------- |
| 50m vrije slag    | S        | Goud     |          |          |          |          |
| 100m vrije slag   |          |          | S        | Goud     |          |          |
| 200m vrije slag   |          |          |          |          | S        | Goud     |
| 400m vrije slag   | S        | Goud     |          |          |          |          |
| 800m vrije slag   |          |          | Goud     | Goud     |          |          |
| 1500m vrije slag  |          |          |          |          | Goud     |          |
| 50m rugslag       | S        | Goud     |          |          |          |          |
| 100m rugslag      |          |          | S        | Goud     |          |          |
| 200m rugslag      |          |          |          |          | S        | Goud     |
| 50m schoolslag    |          |          | S        | Goud     |          |          |
| 100m schoolslag   | S        | Goud     |          |          |          |          |
| 200m schoolslag   |          |          |          |          | S        | Goud     |
| 50m vlinderslag   | S        | Goud     |          |          |          |          |
| 100m vlinderslag  |          |          |          |          | S        | Goud     |
| 200m vlinderslag  |          |          | S        | Goud     |          |          |
| 100m wisselslag   | S        | Goud     |          |          |          |          |
| 200m wisselslag   |          |          | S        | Goud     |          |          |
| 400m wisselslag   |          |          |          |          | S        | Goud     |
| 4x100m vrije slag |          |          | Goud     | Goud     |          |          |
| 4x200m vrije slag | Goud     | Goud     |          |          |          |          |
| 4x100m wisselslag |          |          |          |          | Goud     | Goud     |
| Totaal            | 7        | 7        | 7        | 7        | 7        | 7        |

## Nederlandse records
| Datum       | Onderdeel           | Nieuwe recordhouder | Tijd    | Oude recordhouder | Tijd    | Datum            |
| ----------- | ------------------- | ------------------- | ------- | ----------------- | ------- | ---------------- |
| 21 december | 800m vrije slag (m) | Luc Kroon           | 7.44,18 | Job Kienhuis      | 7.44,33 | 18 december 2011 |
| 22 december | 50m vrije slag (m)  | Kenzo Simons        | 20,98   | Jesse Puts        | 21,05   | 5 november 2016  |

## Medailles
Legenda
- WR = Wereldrecord
- ER = Europees record
- NR = Nederlands record
- CR = Kampioenschapsrecord

### Mannen
| Onderdeel            | Goud                                                                 | Goud         | Zilver                                                                     | Zilver     | Brons                                                                | Brons    |
| -------------------- | -------------------------------------------------------------------- | ------------ | -------------------------------------------------------------------------- | ---------- | -------------------------------------------------------------------- | -------- |
| Vrije slag           |                                                                      |              |                                                                            |            |                                                                      |          |
| 50 m                 | Kenzo Simons De Dolfijn                                              | 20,98 NR, CR | Jesse Puts De Dolfijn                                                      | 21,49      | Thom de Boer De Dolfijn                                              | 21,60    |
| 100 m                | Kyle Stolk PSV                                                       | 46,88 CR     | Kenzo Simons De Dolfijn                                                    | 47,23      | Stan Pijnenburg PSV                                                  | 47,91    |
| 200 m                | Luc Kroon Ed-Vo                                                      | 1.43,79      | Stan Pijnenburg PSV                                                        | 1.44,39    | Maarten Brzoskowski PSV                                              | 1.44,81  |
| 400 m                | Henrik Christiansen Noorwegen                                        | 3.40,58 CR   | Luc Kroon Ed-Vo                                                            | 3.40,92    | Bart Sommeling De Dolfijn                                            | 3.47,37  |
| 800 m                | Henrik Christiansen Noorwegen                                        | 7.30,79      | Luc Kroon Ed-Vo                                                            | 7.44,18 NR | Bart Sommeling De Dolfijn                                            | 8.02,03  |
| 1500 m               | Henrik Christiansen Noorwegen                                        | 15.20,08     | Erik Nijholt DZ&PC                                                         | 15.33,67   | Chad Michau PSV                                                      | 15.36,07 |
| Rugslag              |                                                                      |              |                                                                            |            |                                                                      |          |
| 50 m                 | Mathys Goosen De Dolfijn                                             | 24,34        | Stan Pijnenburg PSV                                                        | 24,62      | Ensger Kotterink Albion WSS (SG)                                     | 24,73    |
| 100 m                | Ensger Kotterink Albion WSS (SG)                                     | 53,53        | Dennis Kamps De Dinkel                                                     | 54,45      | Joep Hoogerwerf DWK                                                  | 54,82    |
| 200 m                | Maarten Brzoskowski PSV                                              | 1.56,53      | Thomas Jansen WVZ                                                          | 1.57,42    | Joep Hoogerwerf WVZ                                                  | 1.58,52  |
| Schoolslag           |                                                                      |              |                                                                            |            |                                                                      |          |
| 50 m                 | Ties Elzerman De Dolfijn                                             | 26,59 CR     | Stan Pijnenburg PSV                                                        | 27,14      | Kasper Leeuw ZPC Amersfoort                                          | 27,24    |
| 100 m                | Ties Elzerman De Dolfijn                                             | 59,17        | Kasper Leeuw ZPC Amersfoort                                                | 59,75      | Stan Pijnenburg PSV                                                  | 1.00,39  |
| 200 m                | Arno Kamminga De Dolfijn                                             | 2.04,43      | Koen Lems ZPC Amersfoort                                                   | 2.10,42    | Koen Koster HZPC                                                     | 2.13,96  |
| Vlinderslag          |                                                                      |              |                                                                            |            |                                                                      |          |
| 50 m                 | Kenzo Simons De Dolfijn                                              | 23,08        | Thom de Boer De Dolfijn                                                    | 23,45      | Thomas Verhoeven Albion WSS (SG)                                     | 23,53    |
| 100 m                | Joeri Verlinden PSV                                                  | 50,84        | Maarten Brzoskowski PSV                                                    | 51,19      | Thomas Verhoeven Albion WSS (SG)                                     | 52,73    |
| 200 m                | Maarten Brzoskowski PSV                                              | 1.53,69      | Joeri Verlinden PSV                                                        | 1.54,70    | Daan Zwertbroek PSV                                                  | 2.00,72  |
| Wisselslag           |                                                                      |              |                                                                            |            |                                                                      |          |
| 100 m                | Kyle Stolk PSV                                                       | 52,51        | Ensger Kotterink Albion WSS (SG)                                           | 54,40      | Kenzo Simons De Dolfijn                                              | 54,47    |
| 200 m                | Maarten Brzoskowski PSV                                              | 1.56,27 CR   | Arjan Knipping PSV                                                         | 1.56,43    | Ensger Kotterink Albion WSS (SG)                                     | 2.02,36  |
| 400 m                | Arjan Knipping PSV                                                   | 4.08,29      | Thomas Jansen WVZ                                                          | 4.19,00    | Rowan Keen ZC Borger                                                 | 4.27,03  |
| Vrije slag estafette |                                                                      |              |                                                                            |            |                                                                      |          |
| 4x100 m              | De Dolfijn I Thom de Boer Jesse Puts Kenzo Simons Bart Sommeling     | 3.10,85      | PSV I Kyle Stolk Stan Pijnenburg Berjen Mellema Maarten Brzoskowski        | 3.11,36    | De Dolfijn II Jens Krijgsman Ties Elzerman Tom Lommers Mathys Goosen | 3.18,01  |
| 4x200 m              | PSV I Arjan Knipping Maarten Brzoskowski Kyle Stolk Stan Pijnenburg  | 7.03,75      | De Dolfijn I Bart Sommeling Nino Sieling Jens Krijgsman Mathys Goosen      | 7.19,90    | DWK I Serginni Marten Luuk Nijland Niek Heethaar Tim Hoogerwerf      | 7.21,87  |
| Wisselslagestafette  |                                                                      |              |                                                                            |            |                                                                      |          |
| 4x100 m              | PSV I Maarten Brzoskowski Stan Pijnenburg Joeri Verlinden Kyle Stolk | 3.33,51      | ZPC Amersfoort I Austin Namesnik Kasper Leeuw Fabian Beimin Kingue Struijf | 3.38,47    | DWK I Joep Hoogerwerf Serginni Marten Thomas Kappe Tim Hoogerwerf    | 3.40,08  |

### Vrouwen
| Onderdeel            | Goud                                                                          | Goud     | Zilver                                                                                 | Zilver   | Brons                                                                      | Brons    |
| -------------------- | ----------------------------------------------------------------------------- | -------- | -------------------------------------------------------------------------------------- | -------- | -------------------------------------------------------------------------- | -------- |
| Vrije slag           |                                                                               |          |                                                                                        |          |                                                                            |          |
| 50 m                 | Ranomi Kromowidjojo PSV                                                       | 23,70    | Kim Busch PSV                                                                          | 24,19    | Valerie van Roon De Dolfijn                                                | 24,63    |
| 100 m                | Kira Toussaint De Dolfijn                                                     | 53,04    | Maud van der Meer PSV                                                                  | 53,59    | Kim Busch PSV                                                              | 53,64    |
| 200 m                | Marieke Tienstra TriVia                                                       | 1.57,41  | Marjolein Delno VZC                                                                    | 1.57,45  | Silke Holkenborg VZC                                                       | 1.57,70  |
| 400 m                | Imani de Jong ZPCH                                                            | 4.09,24  | Silke Holkenborg VZC                                                                   | 4.10,33  | Laura Setz ZV Nova                                                         | 4.11,04  |
| 800 m                | Imani de Jong ZPCH                                                            | 8.33,73  | Laura Setz ZV Nova                                                                     | 8.37,05  | Margaux Bernard PSV                                                        | 8.53,23  |
| 1500 m               | Laura Setz ZV Nova                                                            | 16.40,71 | Madelon Dijkstra ZPCH                                                                  | 16.59,48 | Manon van Esch PSV                                                         | 17.29,93 |
| Rugslag              |                                                                               |          |                                                                                        |          |                                                                            |          |
| 50 m                 | Josien Wijkhuijs ZV Orca                                                      | 27,47    | Indy Jongman PSV                                                                       | 28,50    | Sterre Mooiweer ZPC Amersfoort                                             | 28,57    |
| 100 m                | Kira Toussaint De Dolfijn                                                     | 56,70 CR | Maaike de Waard PSV                                                                    | 58,63    | Marieke Tienstra TriVia                                                    | 59,42    |
| 200 m                | Marieke Tienstra TriVia                                                       | 2.07,90  | Indy Jongman PSV                                                                       | 2.09,89  | Lotte Hosper The Hague Swimming                                            | 2.10,68  |
| Schoolslag           |                                                                               |          |                                                                                        |          |                                                                            |          |
| 50 m                 | Rosey Metz WVZ                                                                | 30,94    | Tes Schouten WVZ                                                                       | 31,22    | Lonne Dijkhuis De Dinkel                                                   | 31,49    |
| 100 m                | Tes Schouten WVZ                                                              | 1.06,98  | Rosey Metz WVZ                                                                         | 1.07,27  | Lynn Blommers The Hague Swimming                                           | 1.08,18  |
| 200 m                | Madelijn Schothans De Dinkel                                                  | 2.28,96  | Rosey Metz WVZ                                                                         | 2.29,24  | Zanthe Janssen Aqua-Novio'94                                               | 2.29,45  |
| Vlinderslag          |                                                                               |          |                                                                                        |          |                                                                            |          |
| 50 m                 | Ranomi Kromowidjojo PSV                                                       | 25,63    | Maaike de Waard PSV                                                                    | 25,74    | Kim Busch PSV                                                              | 25,92    |
| 100 m                | Kim Busch PSV                                                                 | 57,88    | Kinge Zandringa De Dolfijn                                                             | 59,15    | Josien Wijkhuijs ZV Orca                                                   | 59,56    |
| 200 m                | Kinge Zandringa De Dolfijn                                                    | 2.10,14  | Lotte Hosper The Hague Swimming                                                        | 2.11,17  | Alinda Dingshoff ZPC Hoogeveen                                             | 2.15,24  |
| Wisselslag           |                                                                               |          |                                                                                        |          |                                                                            |          |
| 100 m                | Marjolein Delno VZC                                                           | 1.00,00  | Marrit Steenbergen DZ&PC                                                               | 1.00,60  | Kim Busch PSV                                                              | 1.00,67  |
| 200 m                | Marjolein Delno VZC                                                           | 2.13,18  | Marrit Steenbergen DZ&PC                                                               | 2.14,05  | Silke Holkenborg VZC                                                       | 2.15,28  |
| 400 m                | Lotte Hosper The Hague Swimming                                               | 4.46,40  | Alinda Dingshoff ZPC Hoogeveen                                                         | 4.56,41  | Nikita van den Ouden ZV Nuenen                                             | 4.57,36  |
| Vrije slag estafette |                                                                               |          |                                                                                        |          |                                                                            |          |
| 4x100 m              | De Dolfijn I Tessa Vermeulen Tamara van Vliet Kira Toussaint Valerie van Roon | 3.35,00  | PSV I Sam van Nunen Maaike de Waard Kim Busch Nelly Velthuijs                          | 3.37,35  | VZC I Josse Bergman Kirsten Verhalle Maaike Issard Marjolein Delno         | 3.45,71  |
| 4x200 m              | PSV II Maaike de Waard Maud van der Meer Kim Busch Ranomi Kromowidjojo        | 7.59,94  | VZC I Marjolein Delno Kirsten Verhallen Josse Bergman Silke Holkenborg                 | 8.09,47  | De Dolfijn I Tessa Vermeulen Kaylin Stel Tamara Grove Mirl de Boer         | 8.13,06  |
| Wisselslagestafette  |                                                                               |          |                                                                                        |          |                                                                            |          |
| 4x100 m              | De Dolfijn I Tessa Vermeulen Mirl de Boer Kinge Zandringa Valerie van Roon    | 4.04,09  | The Hague Swimming I Babette van der Kaaij Lynn Blommers Lotte Hosper Ilse Kraaijeveld | 4.15,98  | De Dinkel I Laura Rolink Madelijne Schothans Eefje Slootweg Lonne Dijkhuis | 4.20,26  |